# La Union
La Union (tiếng Ilocano: Probinsia ti La Union; tiếng Pangasinan: Luyag na La Union; tiếng Tagalog: Lalawigan ng La Union) là một tỉnh của Philippines, tọa lạc tại Vùng Ilocos ở Luzon. Thủ phủ là Thành phố San Fernando và giáp Ilocos Sur về phía Bắc, Benguet về phía Đông, Pangasinan về phía Nam. Phía Tây của La Union là Biển Đông.